# Girls on Film
«Girls on Film» («Девушки на плёнке») — песня британской группы Duran Duran с их дебютного альбома 1981 года Duran Duran.
В песне поётся о пикантной фотосессии с участием девушки. Текст исполняется от первого лица и содержит обращения к модели («Крошка, улыбайся шире, ты только что заработала миллион»), а также описание процесса съёмки («Вишнёвая помада на объективе после её падения»). Из текста непонятно, идёт ли речь о фотосессии для модного журнала или о порнографической сессии, что делает песню более двусмысленной и сексуальной.
Стилистическую принадлежность песни можно охарактеризовать как синти-поп и нью-вейв. Песня выдержана в танцевальном стиле и сочетает синтезаторные партии с гитарными риффами. Куплет песни содержит джазовый оттенок, а припев построен на нисходящей вокальной партии Саймона Ле Бона.
Видеоклип на песню был снят дуэтом Годли — Крим, известным по участию в британской группе 10cc. Пикантное видео показывало музыкантов Duran Duran, выступающих в окружении полуобнажённых моделей. Из-за нескольких кадров с обнажённой натурой, для ротации на телевидении клип был существенно отредактирован. Видео пользовалось большой популярностью на MTV, а также послужило образцом для дальнейших видеоработ Duran Duran («Rio», «Hungry Like the Wolf» и пр.)
В июле 1981 года песня была выпущена отдельным синглом. Это был третий сингл с дебютного альбома группы. Он стал очень успешным, достигнув 5 места в Великобритании. Это был первый раз, когда песня Duran Duran вошла в первую десятку в Великобритании.